# トロクル・ザヌザコフ
テョリョクル・ジャヌザコフ (キルギス語：Төрөкул Жанузак уулу、トルコ語：Törökul Сanuzakoğlu、ロシア語：Торекул Джанузаков、1893年 - 1921年）は、ロシア帝国の革命家、ソビエト連邦の政治家。1916年にソビエト自治社会主義共和国中央執行委員会の副会長、トルキスタンの主催者の一人、汎トルコ運動の指導者の一人、秘密の政治組織・国民連合（TMB）のメンバー。

## 生涯
ジャヌザコフとTurkestan トゥラル・リスクロフ(Турар Рыскулов)の傑出した政治家は、子供の頃から友達でした。  彼らは一緒に1909年にメルク寄宿学校を卒業しました。  最高の卒業生として、テョリョクルはトルキスタン総督の政権によって通訳として受け入れられました。
ドミトリイ・フルマノフ(Дмитрий Фурманов) の日記からの抜粋を参照して、ジャヌザコフ は16年目の暴動に積極的に参加し、そのリーダーの一人でした。
ソビエト時代には、ジャヌザコフは1916年の蜂起の参加者である難民委員会の創設者と議長を務めました。  彼は、 ツァリスト政権の懲罰的な運営に苦しんでいた地元住民を税金から解放し、膨大な金額とその他の重要な援助手段をトルキスタンの人口に割り当てました。  彼が持っている力を使用して、ジャヌザコフは同時に地元のキルギスに対するChuyとIssyk-Kul渓谷のkulak人口の偉大な力の態度の最も暴力的な現れを調査するために仕事を組織します。  したがって、1916年の残忍な殺人事件の捜査の結果、537人の非武装キルギスの人々 - Belovodskoye村の近くにいる老人、女性、子供たちがこの犯罪の主催者によって処刑されたと宣告された。  中国から帰国する難民を支援するために当局が取った措置を実行するというジャヌザコフの決意のおかげで、彼らはすぐに元の所有者に蜂起の間そして直後に土地が占めた土地に戻った。しかし後に、彼の同胞の状況を改善することについての彼の懸念は「土地政策のゆがみ」として解釈されました。
Turkestan ASSRの軍事的および政治的リーダーシップの間で、多くの問題に関して矛盾がありました。  特にバスマチ運動の最初の2年間、合意は得られませんでした。  政治的指導者はトルキスタンのバスマキズムとの闘いにおける誤りと剰余金に対する軍の批判を許した。  彼らは、バスマチ運動に対する闘争、恣意性と暴力の数多くの事実、一般人に対する赤色テロを断固たる決議から成り立っていた。 

トルキスタンの旗

彼は1920年9月にバクーで開催された東部人民会議に出席し、そこで彼はフロアを持ち、ムスリム社会主義組織であるERKの法令の作成に関与するようになりました。
9月5〜7日に開催されたサマルカンド・トルキスタン全国連合会議では、24項目からなる社会の付則とトルキスタンの国旗が承認されました。  トルキスタンの国旗を準備する委員会では、ジャヌザコフはMunevver KariとZeki Velidi Toganと他の少数の個人と共に奉仕しました。 
国家解放運動への参加と並行して、テョリョクル ジャヌザコフは科学研究に従事しました。
ジャヌザコフは、彼が28歳だった1921年にチェーカーによって射殺されました。 
トルキスタン共和国チェカ全権代表の報告書ヤコフピーターズ 1921年11月17日のチェカの幹部会に： 
私はその問題について真剣に考えている。私たちは逮捕者の一人を募集していました…彼に逃亡の機会を与えてください。そして彼は現在最もバスマチにいるフェルガナにいます。このケースでは、おそらく最も責任ある役割を果たしているザヌザコフ、報告で述べた、すべての時間はバスマチと一緒にファーガナにいた。私はエージェントにどんな価格でもザヌザコフを捕まえるように指示し、この目的のためにかなり大きな金額を残しました。最初の試みは失敗しました、ザヌザコフは捕らえられました、しかし、途中で、途中で示して、途中で示して、短い簡潔な見方をしていました、しかし我々は戦いに参加することを許しました川。別の日に、私はコムから電報を受け取りました。 Eichmans、彼は彼の論文、ユルミスト事件に関する非常に貴重な、対応を見つけることに成功した、と彼は分離によって殺されました、そして、我々は彼の死体だけを受け取りました。言及された人々がイギリスの人々のところへ行くのを逮捕する前でさえも、私たちはトルキスタンのウルミスト組織の存在を知っていますが、すぐに疑問が生じました：この組織はいくつかの組織の要素を捕らえましたか？—トルキスタン共和国の国家安全保障機関の歴史から。 資料および資料の収集、1918年 -  1924年。 2.  - モスクワ、1971。P.130